# 沃尔玛
沃尔玛公司（英語：Walmart Inc）是美国的跨国零售企业，是世界上最大的零售商和世界上最大的企業公司，沃尔玛的总部设在阿肯色州本頓維，其雇佣员工数量超过两百万。沃尔玛是一个家族企业，其控股人为沃尔顿家族，拥有沃尔玛48％的股权。1962年，山姆·沃尔顿创立沃尔玛，1969年10月31日注册成立。1972年在纽约证券交易所公开交易。沃尔玛也是在美国最大的食品零售商。2009年净利润为258亿美元。
沃尔玛公司有8500家门店，分布于全球15个国家。沃尔玛在美国50个州和波多黎各运营。在墨西哥经营Walmex，在英国经营阿斯达，在日本经营西友百货(包括無印良品)，在非洲多个国家经营Massmart，并与印度巴提企业（Bharti）合资经营“最优惠价现代批发卖场”（Best Price Modern Wholesale）。全资拥有在阿根廷，巴西和加拿大的业务。沃爾瑪在美國以外的投資結果喜憂參半。其在加拿大、英國、中美洲、南美洲和中國的業務和子公司取得了成功，但在德國、日本和韓國的業務卻失敗了。
沃尔玛自2014起被美国《财富》杂志连续十年评选为世界五百强排行榜的榜首，现今沃尔玛主要有沃尔玛购物广场、山姆会员商店、沃尔玛商店、沃尔玛社区店等四种营业态式。

## 历史

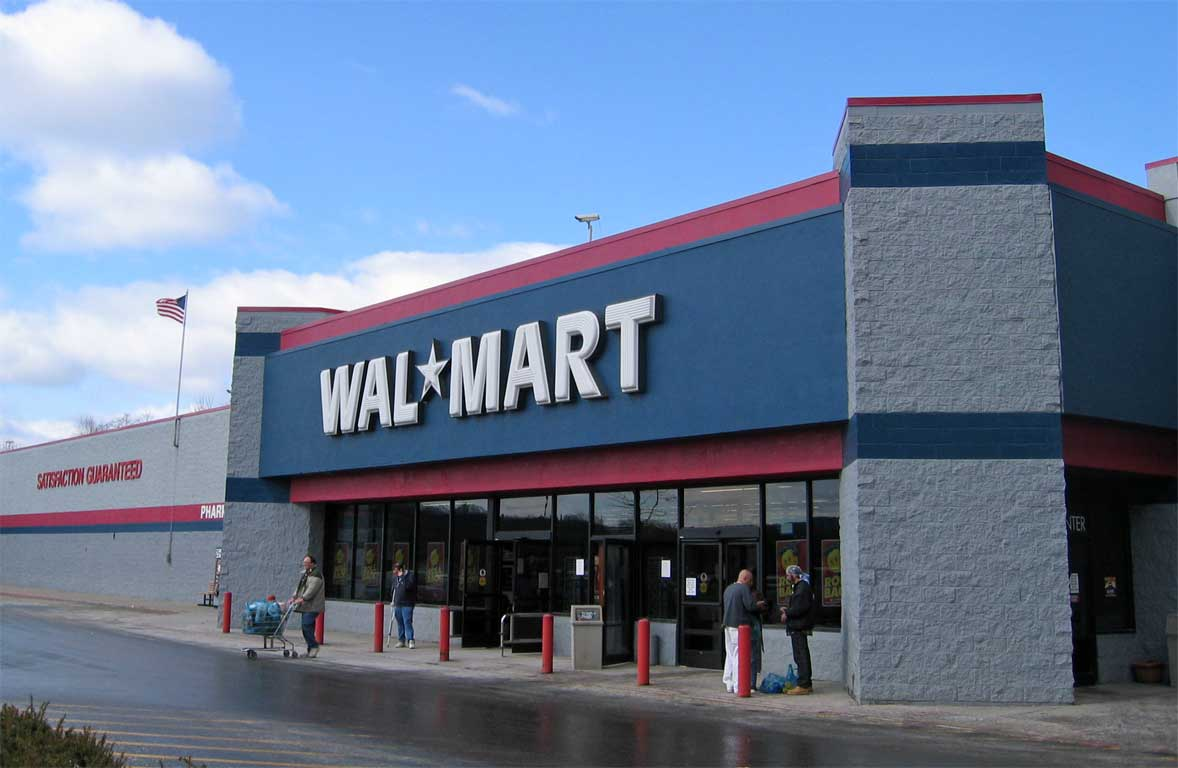
沃尔玛门店

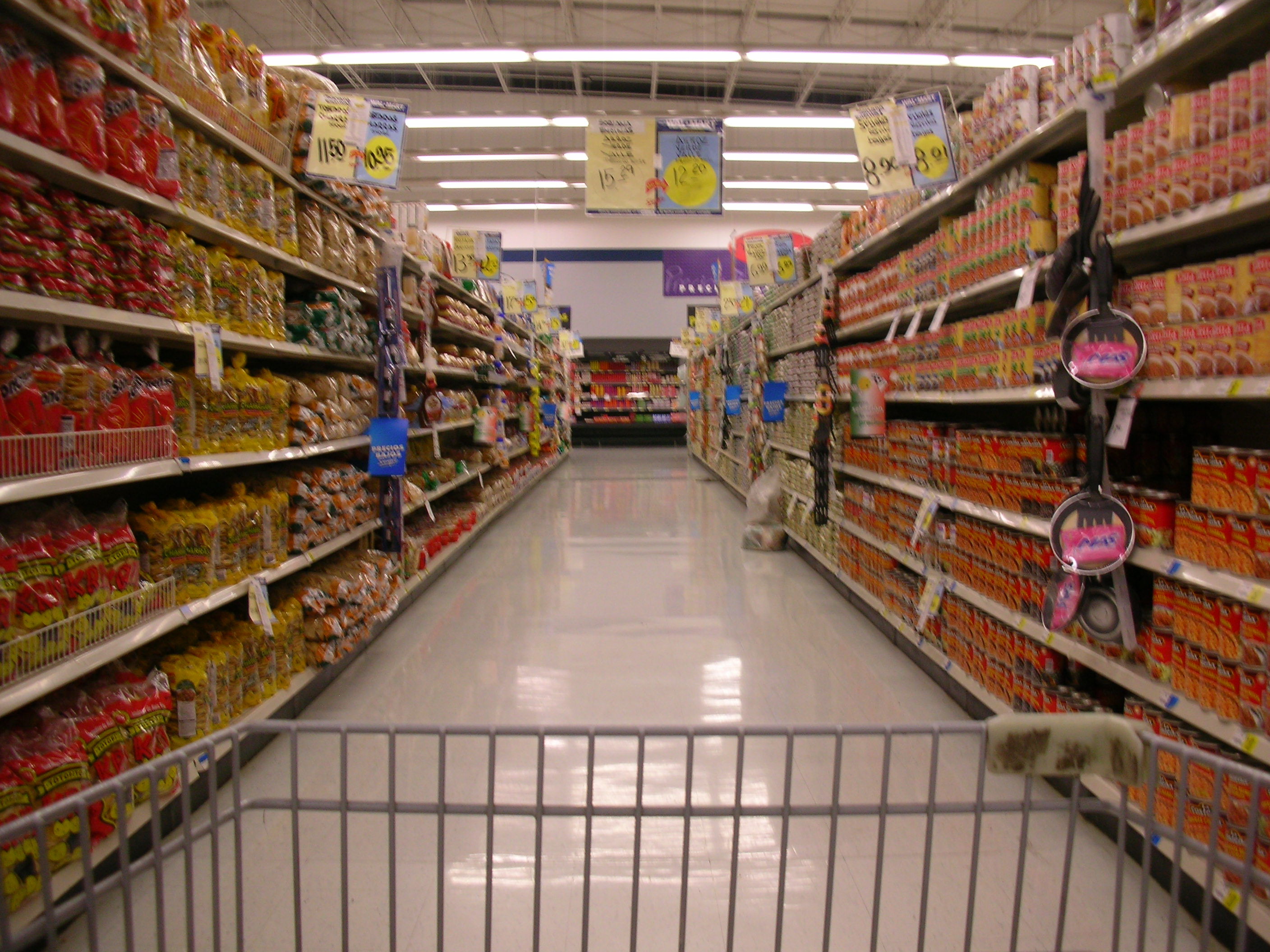
沃尔玛店中的貨架

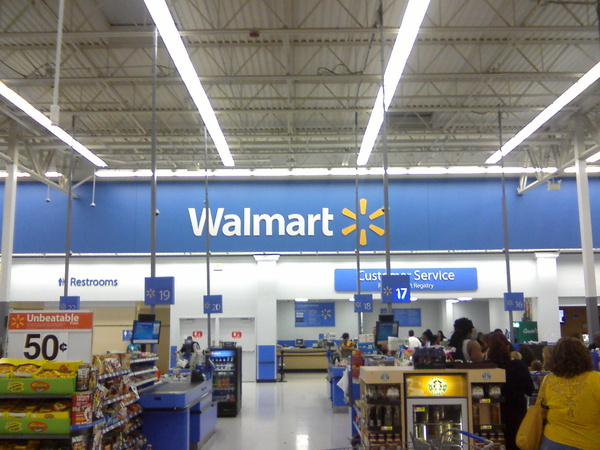
沃尔玛店中的貨架

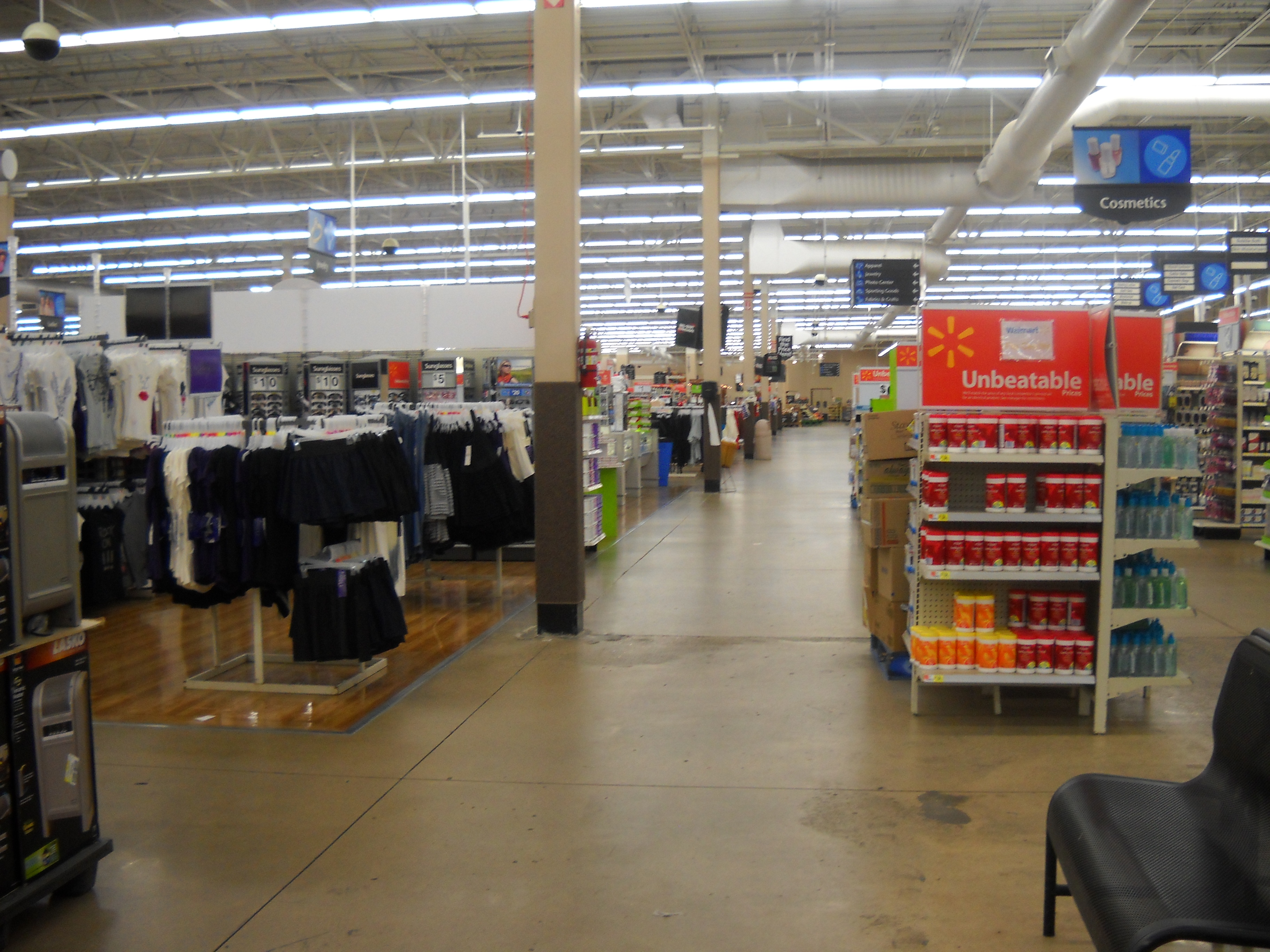
沃尔玛店中的貨架

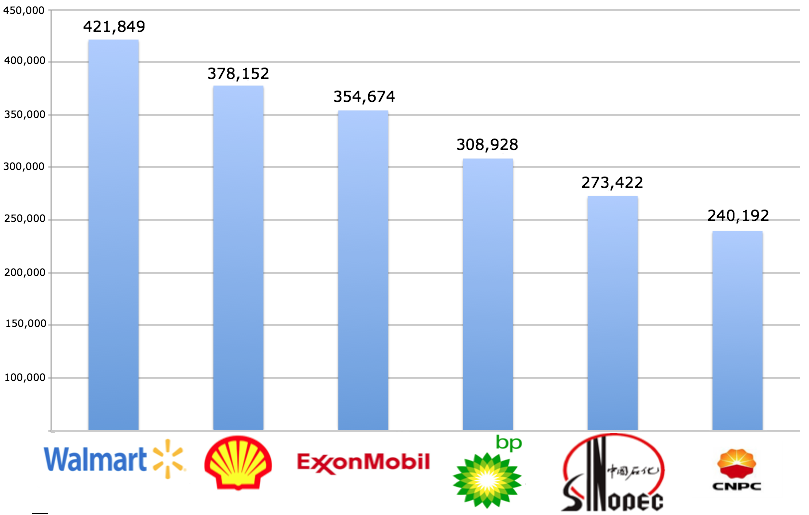
沃尔玛的收入比多數石油公司還高

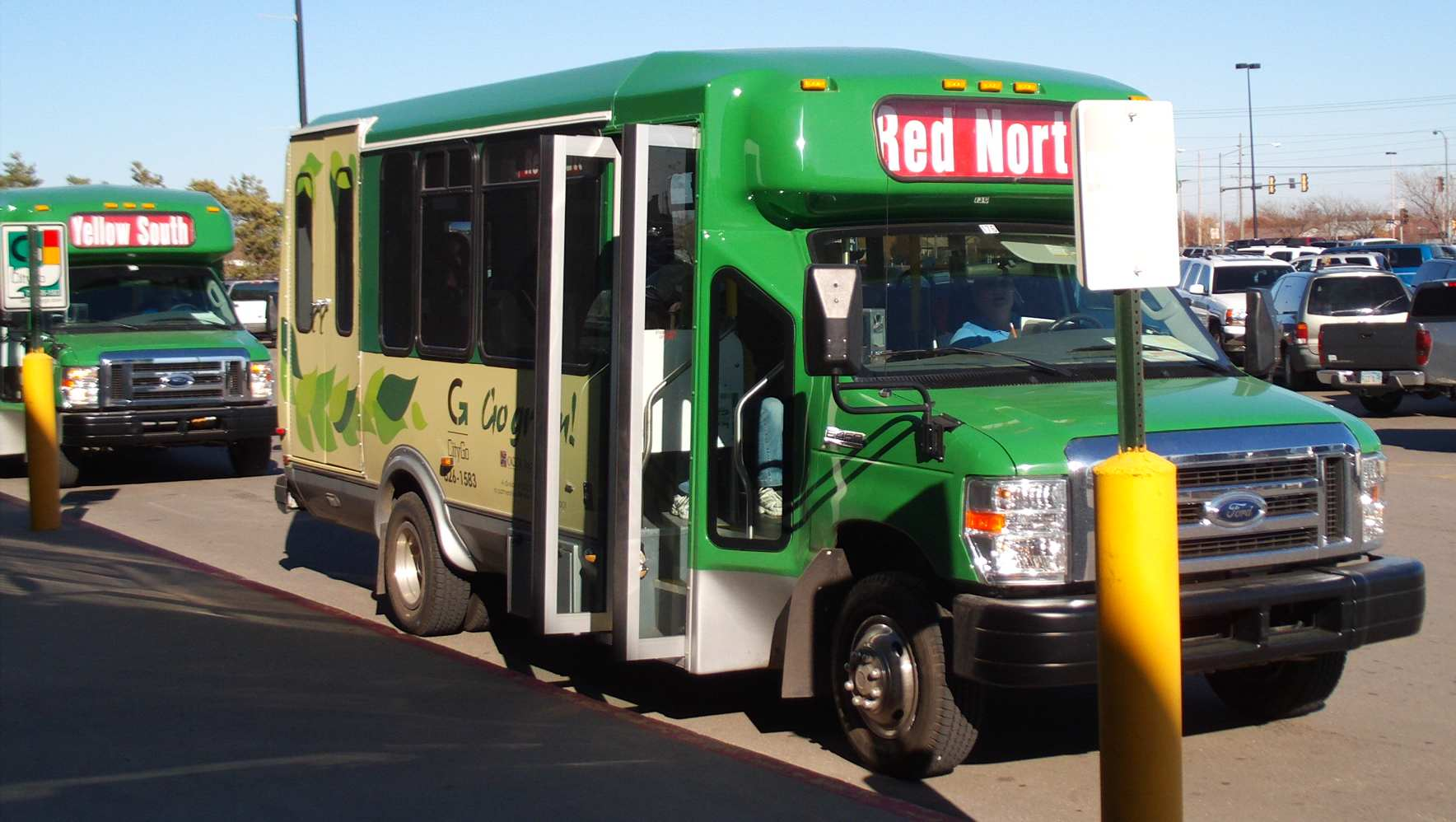
沃尔玛的穿梭巴士

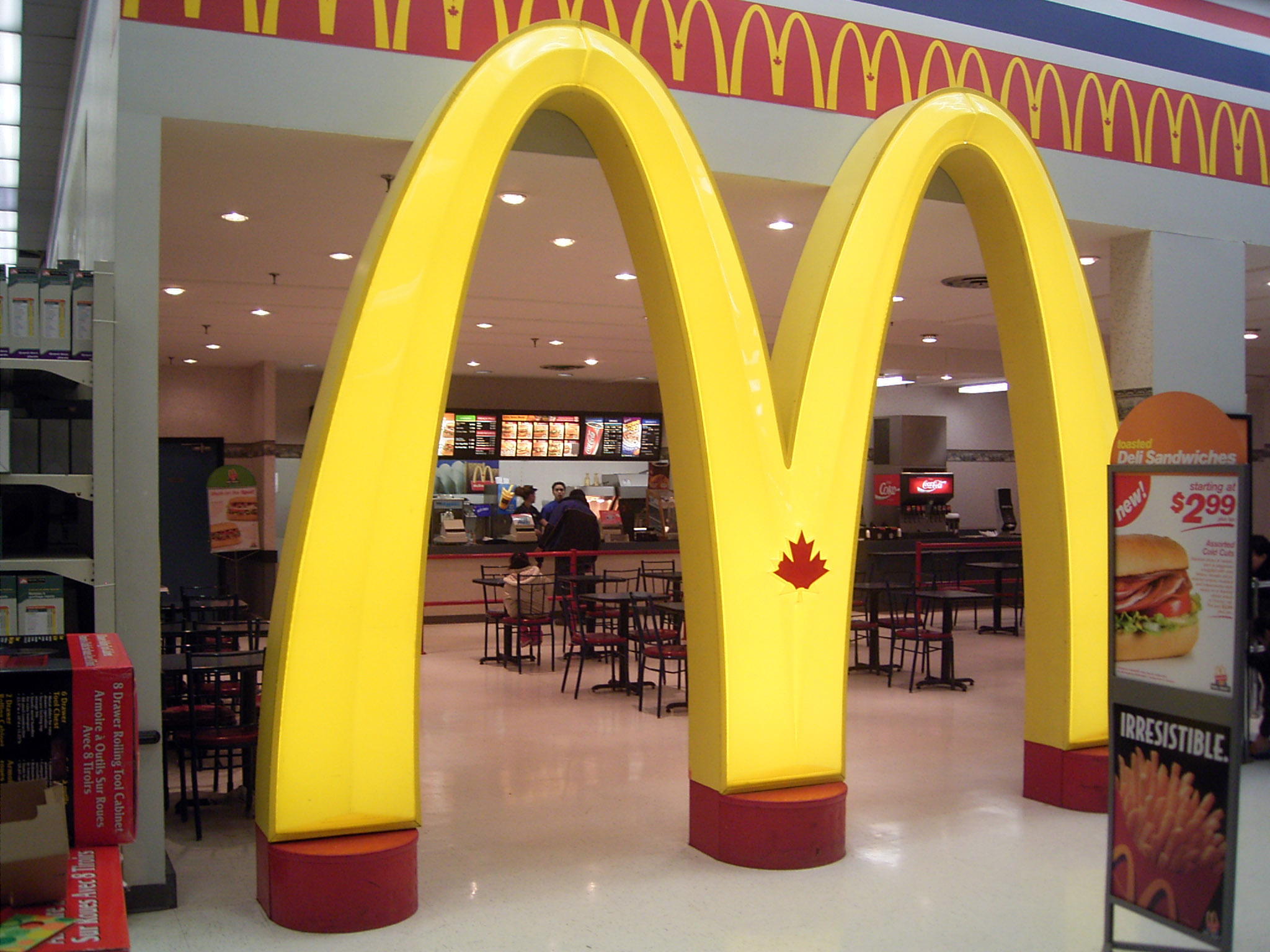
加拿大沃尔玛內的麥當勞

- 1962年，美国零售业传奇人物山姆·沃尔顿于美国阿肯色州罗杰斯城开设首家沃尔玛百货商店。
- 1969年10月31日，沃尔玛百货有限公司成立。
- 1970年，在美国阿肯色州的本顿维尔成立了公司总部和第一家配送中心。
- 1972年，在美国纽约证券交易所上市。
- 1983年，在美国奧克拉荷馬州中西部市开设了第一家山姆会员商店。
- 1987年，在美国建立了最大的私人卫星网络系统。
- 1988年，在美国密苏里州华盛顿开设了第一家购物广场。
- 1990年，沃尔玛成为美国最大的零售商。
- 1991年11月，沃尔玛在墨西哥开设第一家美国本土以外的商店。
- 1992年4月5日沃尔玛创始人山姆·沃尔顿逝世。同年8月，沃尔玛进入波多黎各。
- 1993年沃尔玛国际部成立，波比·马丁出任国际部总裁兼首席执行官。
- 1994年11月，收购沃柯（Woolco）的122家连锁商店，进入加拿大。沃尔玛成立合资公司，进入香港。
- 1995年5月，沃尔玛进入巴西。11月，沃尔玛进入阿根廷。
- 1996年，撤出香港市场。8月，沃尔玛通过成立合资公司，进入中国大陆。沃尔玛进入印尼。
- 1997年，成为美国最大的私人雇员公司。沃尔玛取代沃尔沃思（Woolworth），成为道琼斯工业平均指数股票。同年沃尔玛的营业额第一次突破1,000亿美元。退出印尼市场。
- 1998年，在美国首次开设社区店。收购韦特考夫（Wertkauf）的21家连锁超市，进入德国。通过成立合资公司，进入韩国。
- 1999年，沃尔玛拥有114万名雇员，成为全世界最大的私人雇员公司。9月，以67億英鎊收购阿斯达（ASDA）集团公司的229家商店，进入英国。收购了在德国英特施霸（Interspa）的74家连锁超市。
- 2001年，首次进入《财富》杂志全球500强企业首位。
- 2002年，3月，收购日本西友百货的部分股份，进入日本。
- 2003年，沃尔玛在一个黑色星期五，创造单日销售纪录达15.2亿美元。
- 2004年，沃尔玛出资1,700万美元，收购了在波多黎各的阿米戈连锁商店。
- 2005年，增加对日本西友百货(包括無印良品)的持股至56.56%。出资收购了葡萄牙在巴西Sonae SGPSSA集团的140多家商店。開始使用電子標籤。
- 2006年，取得中美洲零售控股公司的控股权，由此拓展了其在哥斯达黎加、瓜地马拉、萨尔瓦多、洪都拉斯及尼加拉瓜等国的业务。5月，沃尔玛在韩国的16家商店转售予新世界（E-Mart），撤出韩国市场。7月底，沃尔玛在德国的经营全面失败，将旗下85家超市全数转售予麦德龙，撤出德国市场。
- 2008年12月23日，沃爾瑪提出以每股40.8美分（259比索）相當於26.6億美元現金的善意併購價格，收購智利最大零售商Distribucion y Servicio D&S SA
- 2009年5月30日，沃爾瑪公司在印度開設的首家賣場開幕，代表着沃尔玛开始正式進軍印度規模4300億美元的零售市場，並計畫未來三年再投資1億美元開10至15家批發賣場。該賣場由沃爾瑪和印度巴提企業（Bharti）合資成立的巴提沃爾瑪公司經營，取名「最優惠價現代批發賣場」（Best Price Modern Wholesale）。
- 2009年11月10日，沃爾瑪英國分公司把31億股Asda普通股售予同屬沃爾瑪集團的投資部門 Corinth服務公司，獲得57億英鎊現金，另外並取得Corinth公司價值12.4億英鎊的股票。
- 2010年5月28日，沃爾瑪旗下Asda斥資7.78億英鎊（合11億美元）從Dansk Supermarked AS（英语：Salling Group）收購擁有193家連鎖店的英國折扣零售商Netto Foodstores集團。Asda2009年銷售額為312億美元。航運巨頭A.P.Moller-Maersk擁有丹麥最大的零售商Dansk的68%的股份，其餘股份由丹麥零售商Salling持有。
- 2011年7月27日，沃爾瑪進軍電影租賃市場。
- 2016年6月18日，京東商城以1億4500萬新股，涉資14.5億美元，相當於約5%的股權向沃爾瑪公司收購「一號店」（Yihaodian）業務
- 2016年8月8日，沃爾瑪以30億美元現金和價值3億元的沃爾瑪股票收購Jet.com
- 2016年12月31日，沃爾瑪增持京東商城至12.1%
- 2017年6月17日，沃爾瑪以3.1億元現金收購線上男裝品牌波諾波斯（英语：Bonobos_(apparel)）。
- 2017年12月6日，沃爾瑪将把公司法定名称从“Wal-Mart Stores”更改为“Walmart Inc”，此次更名将于2018年2月1日生效。
- 2018年4月30日森寶利以29.75億英鎊(約41億美元)現金和合併後的新公司42%股權（價值43億英鎊）合共約73億英鎊向沃爾瑪購入阿斯達 (超市)，合併後的新公司將擁有超過2800家零售門店，33萬名員工，年收入510億英鎊，市場佔有率高達31.4%，成為英國最大超市集團，沃爾瑪並同意在新公司中持有的投票權不超過29.9%
- 2018年5月9日沃爾瑪為主導的財團以160億美元收購印度最大線上零售商Flipkart77％股權，其餘股份由Flipkart共同創辦人班薩爾、騰訊、微軟、老虎全球管理公司等股東持有。
- 2018年6月4日沃爾瑪出售巴西業務80%股份給私募基金雅维特国际(Advent International)，在交易完成後沃爾瑪不會即時收取任何現金收益，但根據巴西分支日後表現，Advent可能要支付2.5億美元予該公司，截至2016年，沃爾瑪在巴西全境拥有471家商店，營業额達294亿雷亞爾(约94億美元)，但已連續7年錄得營運虧損，该股权交易完成后将有45亿美元的现金净虧損，沃爾瑪將保留巴西分支的餘下20%權益。
- 2018年9月14日，沃爾瑪以2.25億美元收購在墨西哥與智利經營雜貨與藥品送貨服務商Cornershop。
- 2018年12月13日，沃爾瑪增持印度最大線上零售商Flipkart股權至81.3%。
- 2019年4月25日，因英國競爭及市場管理局否決，森寶利和阿斯達双方同意终止交易。
- 2019年9月，沃爾瑪宣布將停止銷售所有電子煙，原因是產品的“監管複雜性和不確定性”。
- 2020年7月，沃爾瑪宣布全國所有商店的所有顧客都必須戴口罩，包括山姆會員店。另据其发布的2020年第三季度财报，沃爾瑪的收入為 1347 億美元，同比增長 5.2%[16]。
- 2020年12月，沃爾瑪推出了一項新服務Carrier Pickup，允許客戶為在線、店內或第三方供應商購買的產品安排退貨。該服務可以在沃爾瑪應用程序或網站上啟動。[16]
- 2021年1月，沃爾瑪宣布該公司將與風險合作夥伴Ribbit Capital合作推出一家金融科技初創公司，為消費者和員工提供金融產品。[16]
- 2022年9月，沃爾瑪以3.776亿美元收购南非连锁超市运营商Massmart（英语：Massmart）的47%的剩余未持有股份，而在此前的2010年，沃尔玛已投资23亿美元收购了Massmart的51%的股份[17]。

### 标志的变迁

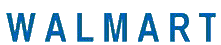
1962年–1968年
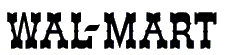
1968年–1981年
1981年–1992年
1992年–2008年
2008年–2025年
2025年至今

### 在中国大陆的发展

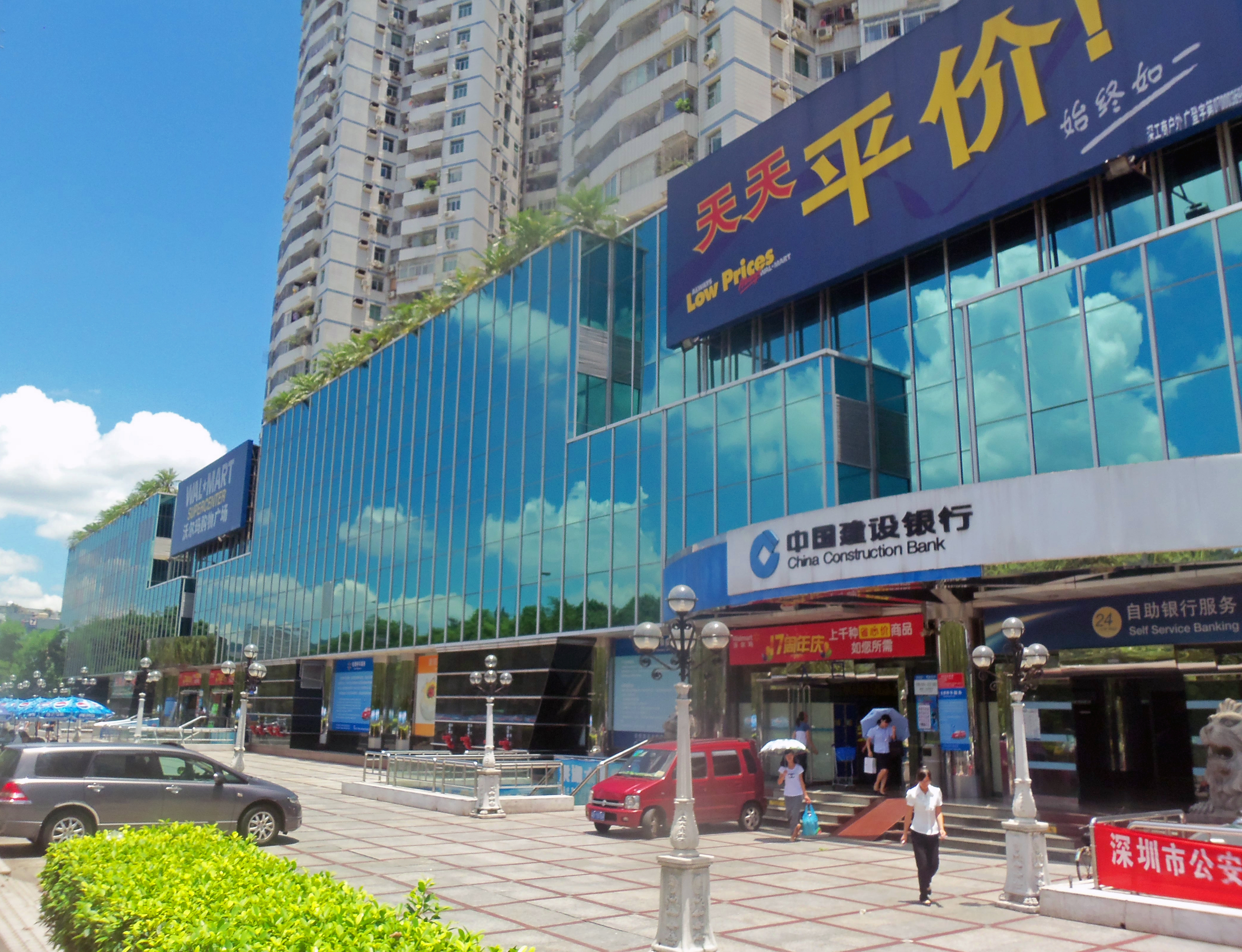
沃尔玛深圳洪湖店（已关闭），是沃尔玛在中国的首家门店

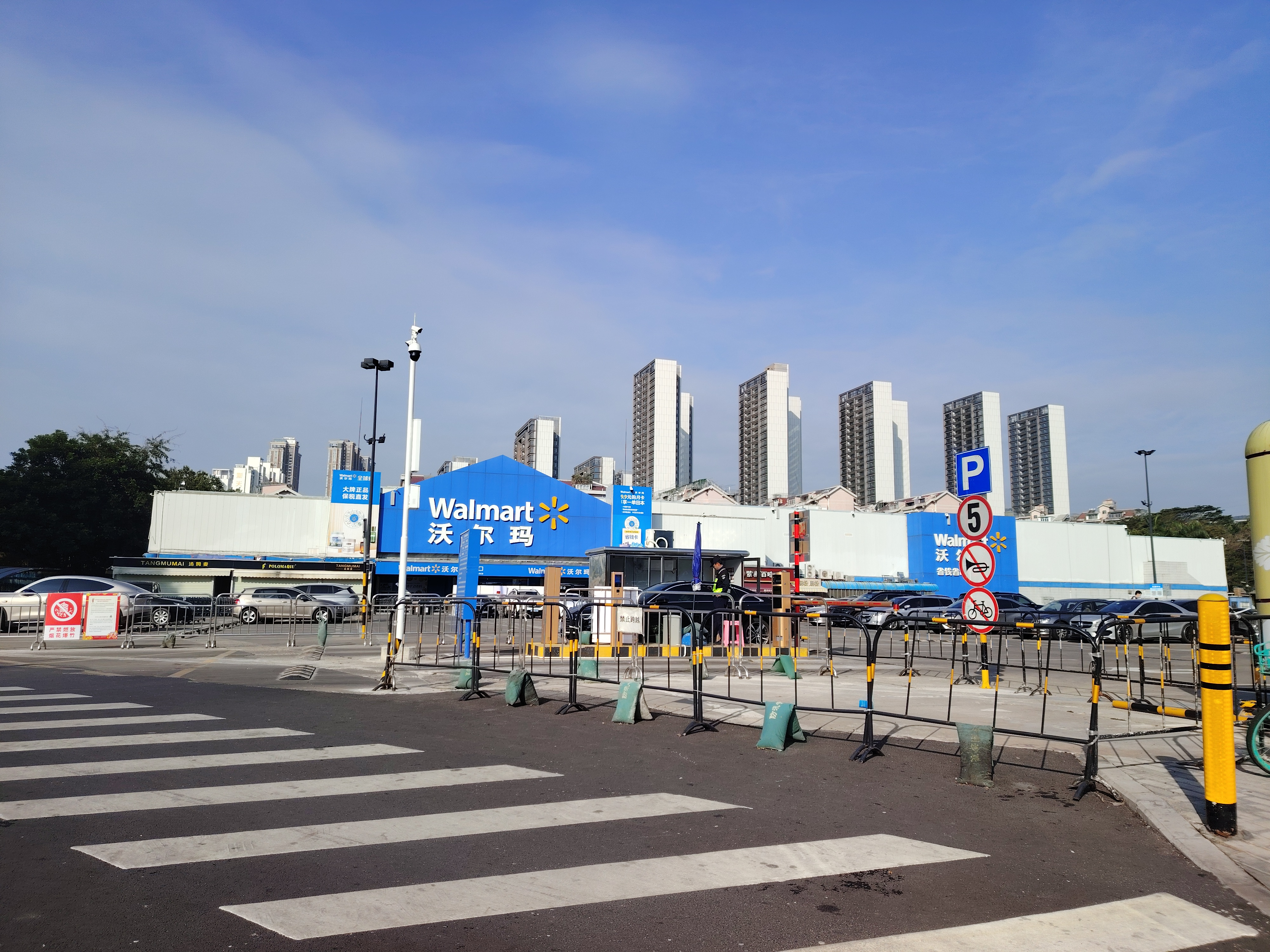
沃尔玛深圳景田店，前身是山姆会员商店在中国的首家门店

目前沃尔玛在中国大陆经营多种业态和品牌，包括购物广场、山姆会员商店、社区店等，截至2017年12月31日，已经在全国21个省、4个直辖市的140个城市开设了441家商场。2017年收入802.7818億元人民幣。从2015年至2021年，沃尔玛在中国大陆的關店數量高達80多家。
- 1996年8月沃尔玛在中国大陆第一家购物广场于广东省深圳罗湖区开幕。
- 2006年10月沃尔玛与通用电气（GE）合作发行联名信用卡—畅享卡。
- 2007年2月沃尔玛以2.64亿美元的价格购得好又多35%的股权，还向其他股东提供了3.76亿美元的贷款，换取另外30%的投票权，实际控制了好又多的经营。
- 2011年9月沃尔玛并购好又多，旗下经营的大型连锁店全面更换成沃尔玛品牌广州除外。
- 2011年10月在重庆市食品安全新闻发布会上，针对沃尔玛在渝企业以普通猪肉冒充绿色猪肉等违法行为，重庆工商部门依法对涉案门店没收违法所得，并处违法所得五倍罚款269万元，从即日起实施15天的停业整顿。[20]
- 2012年2月20日上午，沃尔玛宣布，拟对中国电子商务公司1号店增加投资，持股比例将从20%提高至约51%[21]。
- 2012年6月，四川达州沃尔玛超市因出售病害猪排骨而被查处，问题猪肉共售出405公斤。[22]
- 2013年底，媒体报道沃尔玛先后被曝“狐狸肉冒充熟驴肉”和“鸡肉冒充牛肉”等质量问题。2014年1月，央视报道再次直指，沃尔玛存在一种“特批制度”，为缺乏资质和证照的企业产品进店销售降低门槛。随后沃尔玛中国公开表示，沃尔玛中国将会升级合规流程，在强化供应商合规程序同时，将增加流程中的步骤，以进一步确保在产品达到八项要求，进店销售之前已获得相关证照及其它所需文件。[20]
- 2014年8月7日，深圳电视台报道，沃尔玛深圳洪湖店使用过期肉制作熟食、生虫的大米制作快餐给消费者、煎炸的油要半个月才换一次。随后，沃尔玛表示否认，罗湖区市场监督管理部门调察发现，没有发现他们在使用过期的肉制品在加工熟食，并对该店的油进行抽检。[23]
- 2015年3月，京华时报曝光了北京沃尔玛、家乐福、华联三家超市分店的“剩肉翻新术”，其调查发现上述超市经过换签、绞肉馅儿、清洗等手法，将剩肉、过期肉甚至变味儿肉“焕然一新”重新上柜，卖给消费者。
- 2015年7月23日，據華爾街日報報導，沃爾瑪連鎖公司宣佈，其已全資收購了1號店，1號店的新CEO是沃爾瑪全球電子商務亞洲區總裁王路。
- 2016年5月，中华人民共和国国家食品药品监督管理总局通告大连沃尔玛百货有限公司销售的标称大连三山岛海产食品有限公司生产的烤鱼片，菌落总数检出值为160000CFU/g，比标准规定（不超过30000 CFU/g）高出4.3倍。大连沃尔玛百货有限公司销售的标称大连三山岛海产食品有限公司生产的美味鱼片（香烤味），菌落总数检出值为100000CFU/g，比标准规定（不超过30000 CFU/g）高出2.3倍。[24]
- 2016年6月18日，京東商城以1億4500萬新股，涉資14.5億美元，相當於約5%的股權向沃爾瑪公司收購「一號店」（Yihaodian）業務
- 2016年12月31日沃爾瑪增持京東商城至12.1%
- 2017年6月，大连沃尔玛因销售不合格水产制品再被中华人民共和国国家食品药品监督管理总局通报。通告显示，大连沃尔玛百货有限公司销售的标称大连辽海水产食品贸易有限公司生产的扒皮鱼片，山梨酸及其钾盐（以山梨酸计）检出值为2.0g/kg，比标准规定（不超过1.0g/kg）高出1倍，故判定为不合格产品。[25]
- 2018年8月9日沃爾瑪和京東商城分別向達達－京東到家投資3.19億美元，以及1.81億美元
- 2021年5月，深圳市市场监督管理局接到民众举报，称沃尔玛一门店售卖的进口啤酒篡改生产日期。5月14日，沃尔玛（中国）投资有限公司要求下属门店对举报批次啤酒进行召回，深圳市市场监督管理局已对此立案调查[26]。
- 2021年10月9日，沃尔玛发布一则“全球供应商业务部转移”的内部邮件表示，宣布将全球供应商业务部从中国转移至印度，即日起生效。消息指出，沃尔玛隨之进行搬迁作业，并承诺向印度采购100亿美元的产品。[27]
- 2021年11月22日，中国大陆第一家沃尔玛深圳洪湖店将于月底结业[28]。
- 2021年12月下旬，中国网民在微博等中国社交媒体平台上称，在沃尔玛和山姆会员店的网上商城里找不到来自新疆的商品，沃尔玛公司随后被卷入了争议之中，不少民众也因此到山姆会员店办理退卡手续抵制沃尔玛[29][30]，而且，中共中央纪律检查委员会也对此做出评价[31]。
- 2025年3月，鉴于美国政府新一轮对华关税影响，沃尔玛要求一些中国供应商大幅降价。随后中华人民共和国商务部等有关部门约谈沃尔玛作进一步了解。[32]

## 公司荣誉
- 2019年7月22日，《财富》世界500强排行榜位列1位。[33]
- 2019智慧零售潜力TOP100排行榜，沃尔玛排名第70名。[34]
- 2020年5月13日，沃尔玛名列2020福布斯全球企业2000强榜第19位。[35]
- 2021年6月2日，沃尔玛位列2021年《财富》美国500强排行榜榜首。[36]

## 统计数据

沃尔玛现正经营的国家
沃尔玛不再经营的国家

沃尔玛已在美洲，欧洲，亚洲等大洲的27个国家共经营超过10700家购物广场或会员商店、社区店等。
| 美国本土       | 数量      |
| 沃尔玛商店     | 498       |
| 沃尔玛购物广场 | 3,348     |
| 沃尔玛社区店   | 381       |
| Marketside     | 63        |
| Supermercado   | 2         |
| 山姆会员商店   | 640       |
| 合计：         | 4,364     |
| 合计：         | 4,068     |
| 员工           | 数量      |
| 美国           | 超过140万 |
| 国际部         | 66.4万    |
| 合计：         | 超过200万 |
| 配送中心       | 110个     |

## 外界批评
对于沃尔玛的批评，主要集中在于其破坏传统社区生活方式，对于环境的破坏，反对工会、对于员工的剥削以及在诸如中国大陸和印尼等地开设“血汗工厂”等方面，这些在一部名为《沃尔玛：低价格的高代价》的纪录片中有较详尽的介绍。
沃尔玛是众多群众和团体批评的对象。其中工会、社区群体、草根组织、宗教团体、环保组织都明确主张反对沃尔玛集团的公司政策、运作手段，甚至是消费该集团商品或服务的消费者。而在国际采购、产品供应、环保措施、贸易补贴的使用以及劳工福利政策等也有批评的声音。沃尔玛否认了批评，认为自己毫无过错，超市商品与服务能以低价出售是因为公司运作效率高。
在2005年，为了能利用自身的影响力去影响大众抵制沃尔玛，工会新设立了一些组织、创办了一些网站用于加强宣传。这其中包括了覺悟吧沃尔玛（Wake Up Wal-Mart）、沃尔玛围观团（Wal-Mart Watch）。

## 外部連結
- （英文）Walmart.com （页面存档备份，存于）
- （简体中文）沃爾瑪中國官方網站 （页面存档备份，存于）
- （简体中文）1號店 （页面存档备份，存于）
- （简体中文）家樂福減速要"沃爾瑪"化？ （页面存档备份，存于）
- （简体中文）《中國終結沃爾瑪全球不建工會歷史》 （页面存档备份，存于）